# Java Telephony API
A Java Telephony API (JTAPI) egy telefonhívásokat támogató API. Ez egy kiterjeszthető alkalmazás programozási felület (API), amit arra terveztek, hogy skálázható módon használható legyen számos különböző eszközön, a hívások kontrollálásától kezdve egészen a harmadik fél által szállított nagy elosztott hívás központokon való használaton át.

## Külső hivatkozások
- JTAPI
- JTAPI Tutorial
- JTAPI Hands-on with examples part I
- JTAPI Hands-on with examples part II
- Open Source JTAPI Implementation with multiple pluggable service providers